# Dischista cuneata
Dischista cuneata är en skalbaggsart som beskrevs av Johann Christoph Friedrich Klug 1855. Dischista cuneata ingår i släktet Dischista och familjen Cetoniidae. Inga underarter finns listade i Catalogue of Life.